# Colorado Springs Blizzard
El Colorado Springs Blizzard fue un equipo de fútbol de los Estados Unidos que alguna vez estuvo en la USL Premier Development League, la cuarta liga de fútbol más importante del país.

## Historia
Fue fundado en 2004 en la ciudad de Colorado Springs, Colorado como uno de los clubes de expansión de la USL Premier Development League para la temporada 2004 como el tercer club de la región como lo fueron antes el Colorado Springs Stampede (1995-2000) y el Colorado Springs Ascent (2001). 
Su primer partido oficial fue una victoria 4-0 ante el Kansas City Brass, aunque en su primera temporada solo pudieron terminar en séptimo lugar de su división.
En las siguientes dos temporadas no hubo muchos cambios, esto porque en ambas quedaron en sexto lugar de la división, no clasificaron a playoffs ni tampoco clasificaron a la US Open Cup y al finalizar la temporada 2006 el club oficialmente desapareció.

## Temporadas
| Año  | División | Liga    | Temporada Regular | Playoffs     | US Open Cup  |
| ---- | -------- | ------- | ----------------- | ------------ | ------------ |
| 2004 | 4        | USL PDL | 7º, Heartland     | No clasificó | No clasificó |
| 2005 | 4        | USL PDL | 6º, Heartland     | No clasificó | No clasificó |
| 2006 | 4        | USL PDL | 6º, Heartland     | No clasificó | No clasificó |

## Estadios
- Washburn Stadium, Colorado Springs, Colorado 2004-05
- Sand Creek Stadium, Colorado Springs, Colorado 2005-06
- Harrison High School, Colorado Springs, Colorado 2006 (2 juegos)

## Entrenadores
- Bill Arbogast (2004-05)
- John Wells (2006)

## Jugadores

### Jugadores destacados
- Bobby Burling
- James Riley
- Daniel Wasson